# Gustav Weinreich
Gustav Alfred Emil Weinreich (12. oktober 1886 i København – 6. december 1980 i København) var billedskærer, møbelsnedker og -fabrikant i København og sad i bestyrelsen for flere faglige foreninger midt i det 20. århundrede.

## Familieliv
Gustav var andet barn og ældste søn af tapetserermester Ferdinand Emil Weinreich og Vilhelmine Frederikke Bolette Sivertsen (1852-1893). Hans søstre Amanda og Valborg og hans stedmors datter Rachel Christensen emigrerede til USA, men Gustav forblev i Danmark med sine fire halvsøskende. Barndomshjemmet var Adelgade 77. Der er skrevet en bog om huset.
Gustav var gift første gang 1909-1958 med Hertha Athalia Jørgensen, og de havde tre børn: Benny Emil, Edith Kate og Willie Marquard. Edith blev gift med møbelarkitekt, professor ved Kunstakademiet og forfatter Ole Wanscher. Gustav blev senere gift med Merry Mignon Petersson. De fik to børn: Kirsten Annelise Edith og Bjørn Allan Benny.
Weinreich boede 1931-1948 Dronninggårds Allé 37 i Holte og senere Borgergade 142 i København. Før Holte boede familien på Torvegade, Christianshavn og havde sommerhus på Tranegårdsvej, Hellerup.

## Karriere
Gustav blev uddannet hos Larsen & Andersens Møbelsnedkeri, København, og på Teknisk Institut og var selvstændig mester 1909-1917. 1917-1928 var han leder af A/S Lysberg & Hansen & Therp, et førende dansk møbelsnedkerfirma. I 1928 stiftede Gustav sit eget firma, A/S Normina (Nordisk Møbel og Inventar).
På Normina samarbejdede Gustav med flere kendte møbeldesignere, herunder sin senere svigersøn Ole Wanscher, Ernst Kühn og Jens Risom. Han udførte mange opgaver, herunder restauranter som Wivex , Nimb og Søpavillonen og hotellerne Marienlyst, Postgården og Terminus. Også interiørerne i Georg Jensens butik i London, i Radiohuset på Rosenørns Allé og på kongeskibet Dannebrog leverede Normina A/S. I Holte Kirke og Hornbæk Kirke udførte Normina A/S snedkerarbejdet under og efter krigen. Omkring 1945 havde A/S Normina til huse på Holger Danskes Vej 40 på Frederiksberg.
Gustav Weinreich skar også vejkrucifikser på bestilling. Man kan stadig finde et ved Nødebo. Et ved Martofte blev stjålet i 1970 og erstattet af en lokal billedskærer.
Weinreich var direktør for Normina A/S fra 1928. Han var oldermand i Billedskærerlauget 1935-1952 og æresoldermand (1952-1980), formand for billedskærerfagets lærlingeudvalg 1938-62, medlem af bestyrelsen for Haandværkerforeningen 1940-1959 og for stiftelsen Alderstrøst. Han var Ridder af Dannebrog.

## Galleri
- Gustav Weinreich på sit værksted i København
- Gustav Weinreich, Vejkrusifikset i Nødebo, DK (ca. 1940)
- Normina Collection udstillet i 1937 og designet af Jens Risom